# アジアパシフィックファウストボール選手権大会
パシフィックファウストボール選手権大会（パシフィックファウストボールせんしゅけんたいかい）は、国際ファウストボール協会とパシフィックファウストボール協会の合同により、2014年から行われているファウストボールの大会である。当初はアジアファウストボール選手権大会とされ、2014年にパキスタンで最初に男子選手権が開催された。その後、オーストラリアやニュージーランドのようなオセアニア地域が含まれていることを明瞭にするため、アジアパシフィックファウストボール選手権大会に改名された。

## 概要
第1回男子大会はパキスタンのラホールで行われ、パキスタン、インド、オーストラリア、ネパールが参加した。オーストラリアのファウストボール代表チームが初めて国際選手権に参加した。オーストラリアのメルボルンで開催された2018年の第2回大会では、初めてニュージーランドとサモアも参加し、また女子大会も初めて行われた。

## 男子
| 回 | 年   | 開催地                        | 期間              | 優勝             | 準優勝         | 第3位    |
| -- | ---- | ----------------------------- | ----------------- | ---------------- | -------------- | -------- |
| 1  | 2014 | ラホール（ パキスタン）       | 4月10 - 11日      | パキスタン       | インド         | ネパール |
| 2  | 2018 | メルボルン（ オーストラリア） | 11月22 - 23日     | ニュージーランド | オーストラリア | インド   |
| 3. | 2022 | Geelong, オーストラリア       | 22. – 23. Oktober | ニュージーランド | オーストラリア | 日本     |

### 国別獲得メダル数
| 順位 | 国               | 金 | 銀 | 銅 |
| ---- | ---------------- | -- | -- | -- |
| 1    | パキスタン       | 1  | 0  | 0  |
| 1    | ニュージーランド | 1  | 0  | 0  |
| 3    | インド           | 0  | 1  | 1  |
| 4    | オーストラリア   | 0  | 1  | 0  |
| 5    | ネパール         | 0  | 0  | 1  |

## 女子
| 回 | 年   | 開催地                        | 期間          | 優勝             | 準優勝         | 第3位 |
| -- | ---- | ----------------------------- | ------------- | ---------------- | -------------- | ----- |
| 1  | 2018 | メルボルン（ オーストラリア） | 11月22 - 23日 | ニュージーランド | オーストラリア |       |

### 国別獲得メダル数
| 順位 | 国               | 金 | 銀 | 銅 |
| ---- | ---------------- | -- | -- | -- |
| 1    | ニュージーランド | 1  | 0  | 0  |
| 2    | オーストラリア   | 0  | 1  | 0  |